# Stephanostomum naucrotis
Stephanostomum naucrotis är en plattmaskart. Stephanostomum naucrotis ingår i släktet Stephanostomum och familjen Acanthocolpidae. Inga underarter finns listade i Catalogue of Life.